# Tiếng Zhang-zhung
Tiếng Zhang-zhung (chữ Tạng: ཞང་ཞུང་; Wylie: zhang zhung) hay tiếng Tượng Hùng (giản thể: 象雄语; phồn thể: 象雄語; bính âm: Xiàngxióngyǔ) là một ngôn ngữ Hán-Tạng đã biến mất, từng được nói tại nơi ngày nay là mạn tây khu vực Tây Tạng. Người ta biết đến nó thông qua một văn bản song ngữ tựa mDzod phug ("Hang Châu báu") cùng một số đoạn văn ngắn hơn.
Vài văn liệu ở Đôn Hoàng ghi lại một ngôn ngữ cổ chưa giải mã, tạm gọi là tiếng Zhangzhung cổ, tuy mối quan hệ giữa hai bên chưa sáng tỏ.

## Hang Châu báu(mDzod phug)
Hang Châu báu (chữ Tạng: མཛོད་ཕུག་; Wylie: mdzod phug) là một terma được Shenchen Luga (chữ Tạng: གཤེན་ཆེན་ཀླུ་དགའ་; Wylie: gshen chen klu dga') tìm ra vào đầu thế kỷ XI. Martin (n.d.: trang 21) chỉ ra sự quan trọng của văn bản này trong nghiên cứu tiếng Zhang-zhung như sau:
Với học viên văn hoá Tây Tạng nói chung, mDzod phug là một trong những kinh thư Bön gợi lên sự tò mò hơn cả, bởi nó là tác phẩm song ngữ Zhang-zhung-Tạng dài duy nhất (những nguồn ngắn hơn dù vẫn quan trọng về tiếng Zhang-zhung đã được nhắc đến trong Orofino 1990)."

## Quan hệ ngoại tại
Bradley (2002) cho rằng tiếng Zhangzhung "giờ đã được đồng thuận" là một ngôn ngữ Kanaur hay Himalaya Tây. Guillaume Jacques (2009) bác bỏ luận điều rằng tiếng Zhangzhung có lẽ bắt nguồn từ miền đông (thay vì miền tây) Tây Tạng bằng cách chứng minh đây là một ngôn ngữ phi Khương.
Widmer (2014:53-56) xếp tiếng Zhangzhung trong nhánh đông của nhóm Himalaya Tây, liệt kê những từ đồng nguyên sau đây giữa tiếng Zhangzhung với ngôn ngữ Tây Himalaya nguyên thủy.
| Từ               | Zhangzhung | Himalaya Tây nguyên thủy |
| ---------------- | ---------- | ------------------------ |
| lúa mạch         | zad        | *zat                     |
| xanh lam         | ting       | *tiŋ-                    |
| hậu tố giảm nhẹ  | -tse       | *-tse ~ *-tsi            |
| tại              | ra tse     | *re                      |
| béo, mập         | tsʰas      | *tsʰos                   |
| (người) con gái  | tsa med    | *tsamet                  |
| thần             | sad        | *sat                     |
| vàng (kim loại)? | zang       | *zaŋ                     |
| tim              | she        | *ɕe                      |
| già              | shang ze   | *ɕ(j)aŋ                  |
| đỏ               | mang       | *maŋ                     |
| trắng            | shi nom    | *ɕi                      |

## Chữ viết
Một số hệ chữ sau từng được dùng để viết tiếng Zhang-zhung:
- Marchen/Mar Lớn (chữ Tạng: སྨར་ཆེན་; Wylie: smar chen)[7]
- Marchung/Mar Nhỏ (chữ Tạng: སྨར་ཆུང་; Wylie: smar chung)
- Pungchen/Pung Lớn (chữ Tạng: སྤུངས་ཆེན་; Wylie: spungs chen)
- Pungchung/Pung Nhỏ (chữ Tạng: སྤུངས་ཆུང་; Wylie: spungs chung)
- Drusha (chữ Tạng: བྲུ་ཤ་; Wylie: bru sha)

| Bảng Unicode Marchen Official Unicode Consortium code chart Version 13.0 |   |   |   |   |   |   |   |   |   |   |   |   |   |   |   |   |
|                                                                          | 0 | 1 | 2 | 3 | 4 | 5 | 6 | 7 | 8 | 9 | A | B | C | D | E | F |
| U+11C7x                                                                  | 𑱰 | 𑱱 | 𑱲 | 𑱳 | 𑱴 | 𑱵 | 𑱶 | 𑱷 | 𑱸 | 𑱹 | 𑱺 | 𑱻 | 𑱼 | 𑱽 | 𑱾 | 𑱿 |
| U+11C8x                                                                  | 𑲀 | 𑲁 | 𑲂 | 𑲃 | 𑲄 | 𑲅 | 𑲆 | 𑲇 | 𑲈 | 𑲉 | 𑲊 | 𑲋 | 𑲌 | 𑲍 | 𑲎 | 𑲏 |
| U+11C9x                                                                  |   |   | 𑲒  | 𑲓  | 𑲔  | 𑲕  | 𑲖  | 𑲗  | 𑲘  | 𑲙  | 𑲚  | 𑲛  | 𑲜  | 𑲝  | 𑲞  | 𑲟  |
| U+11CAx                                                                  | 𑲠  | 𑲡  | 𑲢  | 𑲣  | 𑲤  | 𑲥  | 𑲦  | 𑲧  |   | 𑲩  | 𑲪  | 𑲫  | 𑲬  | 𑲭  | 𑲮  | 𑲯  |
| U+11CBx                                                                  | 𑲰  | 𑲱  | 𑲲  | 𑲳  | 𑲴  | 𑲵  | 𑲶  |   |   |   |   |   |   |   |   |   |